# Campionati svedesi di sci alpino 1985
Ai Campionati svedesi di sci alpino 1985 furono assegnati i titoli di discesa libera, slalom gigante e slalom speciale, sia maschili sia femminili.

## Risultati
| Specialità      | Uomini         | Donne                     |
| --------------- | -------------- | ------------------------- |
| Discesa libera  | Niklas Henning | Ulrika Wärvik             |
| Slalom gigante  | Johan Wallner  | Catarina Rosenqvist       |
| Slalom speciale | Jonas Nilsson  | Catharina Glassér-Bjerner |